# L'angelo nero (film 1994)
L'angelo nero (L'ange noir) è un film del 1994 diretto da Jean-Claude Brisseau.

## Trama
Una donna ha ucciso un uomo in casa. Lei è la moglie di un uomo importante dell'alta società di Bordeaux e si organizza per far credere ad un tentativo di stupro, e quindi legittimare il suo crimine.